# 河本重次郎

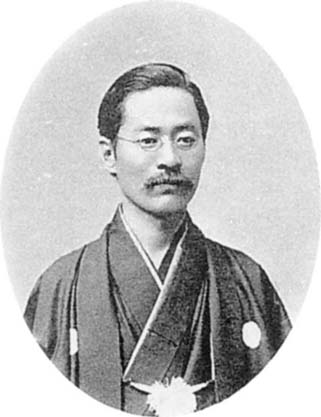
河本重次郎

河本 重次郎（こうもと じゅうじろう、安政6年8月16日（1859年9月12日） - 昭和13年（1938年）4月4日）は、日本の医学者、眼科医。帝国大学名誉教授、医学博士。日本近代眼科の父。号は光堂。

## 経歴

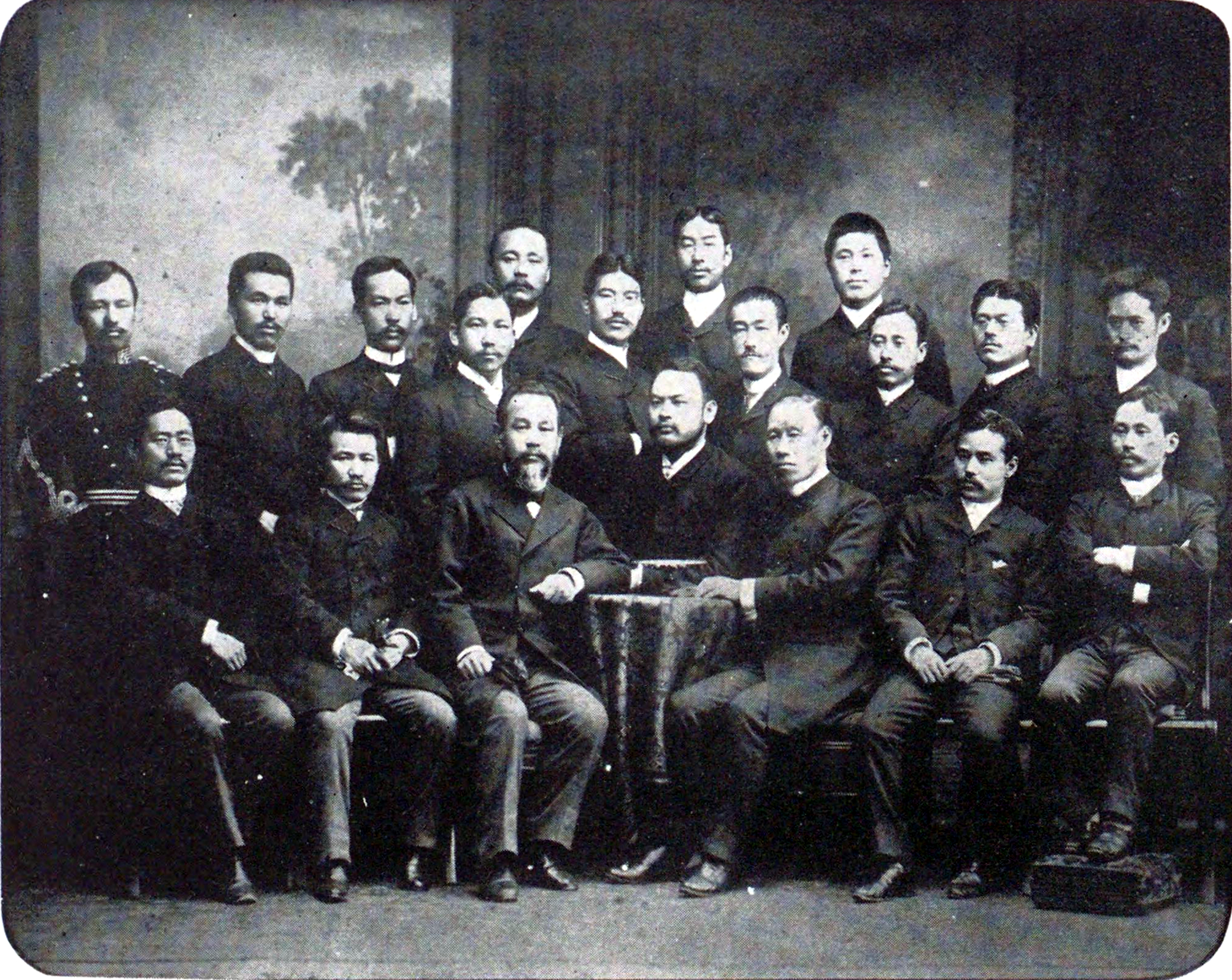
1888年、プロイセン王国ベルリン市にて日本人留学生と。前列左より河本、山根正次、田口和美、片山國嘉、石黑忠悳、隈川宗雄、尾澤主一。中列左から森林太郎、武島務、中濱東一郎、佐方潜蔵（のち侍医）、島田武次（のち宮城病院産科長）、谷口謙、瀬川昌耆、北里柴三郎、江口襄。後列左から濱田玄達、加藤照麿、北川乙治郎

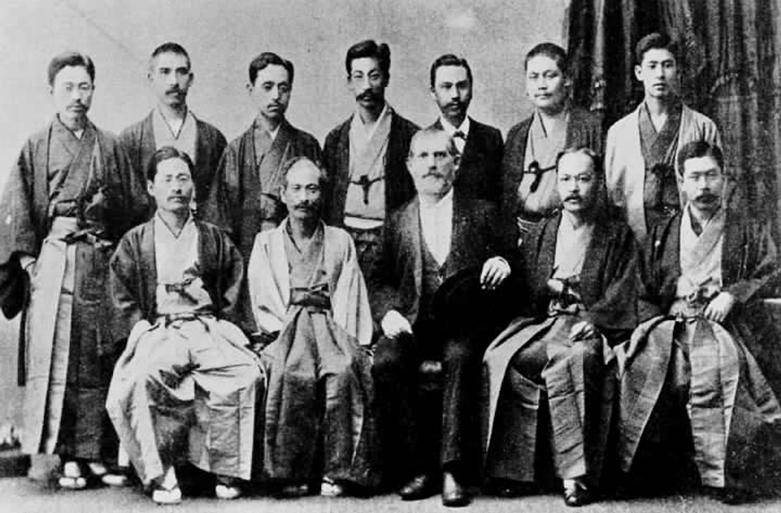
河本重次郎（前列左端）。ドイツ系ユダヤ人眼科医ユリウス・ヒルシュベルグ（:de:Julius Hirschberg）来日時1892年撮影。その右側は日本初の眼科学教授・井上達也（1848－1895）

但馬国豊岡（現・兵庫県豊岡市）出身。藩校稽古堂で池田草庵に学ぶ。13歳の時、和田垣謙三らと共に郷土の先輩の吉村寅太郎に連れられ上京。横浜在住の叔父・中江種造方からドイツ語の学校へ通う。
東京大学医学部入学。首席で卒業。卒業後は同学部外科学教室の助手を務める。
明治18年（1885年）にドイツ・ベルリン大学に留学。明治22年（1889年）東京大学医学部眼科学教室主任教授に着任。明治24年（1891年）、医学博士の学位を初めて眼科で受けた。33年間その職にあって、日本の眼科を先進国の水準に近づけ、さらに発展させた。大正11年（1922年）退官。墓所は多磨霊園。 

## 家族
- 祖父・河本筑右衛門 - 豊岡藩士
- 父・河本齋助（1831年生） - 豊岡藩の京極家に仕えた従士。最初の妻は重次郎幼少期に没し、2番目の妻は7年後に離婚、3番目の妻に二男を儲ける。[3][4]
- 叔父・中江種造 - 父の実弟。上京した重次郎を支援した。
- 異母弟・河本清（1891年生） - 眼科医。岳父に正教会長司祭・三井道郎[5]
- 妻・河本香芽子（かめこ、1866-1956） - 明治～昭和期のキリスト教伝道者。出石藩士の植松左武郎の三女として生まれたが、幼少期に父が没し、同郷の洋学者・加藤正矩の養女となった。養父の弟に東京帝国大学総長の男爵加藤弘之、養父の実の娘に三宅やす子がいる。1884年に重次郎と結婚し、夫が留学で不在中に宣教師エドワード・ローゼイ・ミラーより受洗、夫の反対にあい、伝道活動を中断したが、夫が再度留学した1907年に活動再開し、日本基督教会婦人伝道会の理事、社長を務め、同教会初の女性長老の一人となった。植村正久の富士見教会の長老のほか、戸山教会、信濃町教会の長老も務めた。[6][7]
- 長女・露（1891年生） - 東京大学医学部名誉教授・三田村篤志郞（1887－1963）の妻。篤志郞は海軍軍医総監(少将)・三田村忠国の長男で、日本脳炎の研究で知られた病理学者。[8][9]
- 二女・富美子（文子とも、1896年生） - 斎藤勇 (イギリス文学者)の妻。勇は香芽子が長老を務めた富士見教会の信徒。子に斎藤光、斎藤眞。後年、勇は孫に殺害された（斎藤勇東大名誉教授惨殺事件）。[3]
- 三女・雪[3]

## 栄典・授章・授賞
位階
- 1891年（明治24年）12月21日 - 正七位[10]
- 1898年（明治31年）12月10日 - 正五位[11]
- 1904年（明治37年）2月10日 - 従四位[12]
- 1914年（大正3年）4月10日 - 従三位[13]

勲章等
- 1901年（明治34年）6月27日 - 勲四等瑞宝章[14]
- 1905年（明治38年）6月24日 - 勲三等瑞宝章[15]
- 1915年（大正4年）11月10日 - 大礼記念章[16]